# Università di Coimbra
L'Università di Coimbra (in portoghese: Universidade de Coimbra) è il più antico istituto di istruzione universitaria del Portogallo.
Fu fondato a Coimbra il 1º marzo 1290 e al 2017 conta circa 22 000 studenti.
Il suo club sportivo, la Associação Académica de Coimbra, si è distinto a livello nazionale soprattutto nel calcio e nel rugby.

## Storia
La sua fondazione risale a un decreto emanato a Leiria da re Dinis, lo “Scientiae thesaurus mirabilis”, che istituì l'Università; successivamente fu confermato dal Papa Niccolò IV.
La bolla del Papa, datata 9 agosto 1290, riconobbe l'Estudo Geral, con le facoltà di Arti, Diritto canonico, Diritto civile e Medicina. Teologia fu riservata ai conventi domenicani e francescani.
L'università fu portata a Coimbra, nel Paço Real da Alcáçova, nel 1308.
Nel 1338 fu portata a Lisbona, dove rimase fino al 1354, anno nel quale fu riportata a Coimbra. Rimase qui fino al 1377, quando tornò a Lisbona. Lì rimase sino al 1537, data nella quale fu riportata definitivamente a Coimbra per ordine del re Giovanni III.
L'università ricevette i suoi primi statuti nel 1309, con il nome di “Charta magna privilegiorum”.
I secondi statuti furono emessi nel 1431 (regnante Giovanni I), con disposizioni su frequenza, esami, gradi, tasse scolastiche e anche a proposito dell'uniforme tradizionale degli studenti.
Durante il regno di Manuele I, nel 1503, l'università ebbe il suo terzo statuto, che trattava di argomenti quali il rettore, la disciplina, lo stipendio dei professori, gli esami accademici e sulla cerimonia solenne di laurea.
Durante il regno di Manuele I i regnanti assunsero il titolo di “Protectores” (protettori) dell'università, avendo la facoltà di nominare i professori e di rilasciare statuti.
Il potere reale (abbastanza centralizzato a partire dal regno di Giovanni II) creava un collegamento molto stretto tra università da un lato e Stato e Politica dall'altro, che portò ad avere in Portogallo una prevalenza degli studi giuridici.
Il 27 dicembre del 1559 (regnante Sebastiano I), Baltazar de Faria emise i Quartos Estatutos, con i quali si decretava che il rettore fosse eletto dal Claustro, disposizione non sempre osservata dal potere regio. Nel medesimo anno, il 1º novembre, fu dichiarata solennemente aperta l'università di Évora, diretta dai Gesuiti.
Nel 1591, da Madrid, vengono i Sextos Estatutos (i quintos furono lasciati da parte, non entrando mai in vigore) presentati al Claustro l'anno seguente. Decretavano che l'università indicasse tre nomi per la carica rettorale, spettando al re la scelta fra i tre.
Durante il regno di Giuseppe I, l'università soffrì una profonda alterazione. Il 28 giugno 1772 il re ratifica i nuovi statuti (Estatutos Pombalinos), che segnano l'inizio della Reforma. Veniva manifestato, innanzitutto, un grande interesse per le scienze naturali e per le scienze esatte, che precedentemente non erano molto presenti nell'insegnamento universitario.
Nel 1836 furono unificate le facoltà di diritto canonico e di giurisprudenza che contribuiranno fortemente alla costruzione del nuovo apparato legale liberale.
Nel 1911, l'università riceve dei nuovi regolamenti con l'obiettivo di creare una certa autonomia amministrativa e finanziaria e veniva contestualmente creato anche un sistema di borse di studio per far aumentare il numero degli studenti.
Fu creata la facoltà di Lettere, che occupò la sede della scomparsa facoltà di Teologia e le facoltà di Matematica e di Filosofia (creata dalla Reforma Pombalina) erano trasformate nella facoltà di Scienze.
Nel 1956 viene fondato il coro.
Con la rivoluzione dei garofani, il 25 aprile 1974, inizia un nuovo periodo nella vita portoghese e universitaria, con l'obiettivo di effettuare varie riforme per accompagnare una nuova dinamica politica. Nel 1989 furono pubblicati gli statuti attualmente in vigore.
Durante i suoi sette secoli di esistenza, l'università è andata crescendo, inizialmente per tutta l'Alta de Coimbra e in seguito un po' per tutta la città, rimanendo fortemente legata alla gestione della scienza e della tecnologia e alla diffusione della cultura portoghese nel mondo.
Continuando a tenere alta la fama dei tempi antichi, è indiscutibile la qualità dell'insegnamento dell'ateneo. Per quel che riguarda la facoltà di diritto, è notare il rapporto della valutazione esterna delle altre facoltà di diritto portoghese, essendo Coimbra il luogo più importante per quel che riguarda l'insegnamento della legge.

## Facoltà

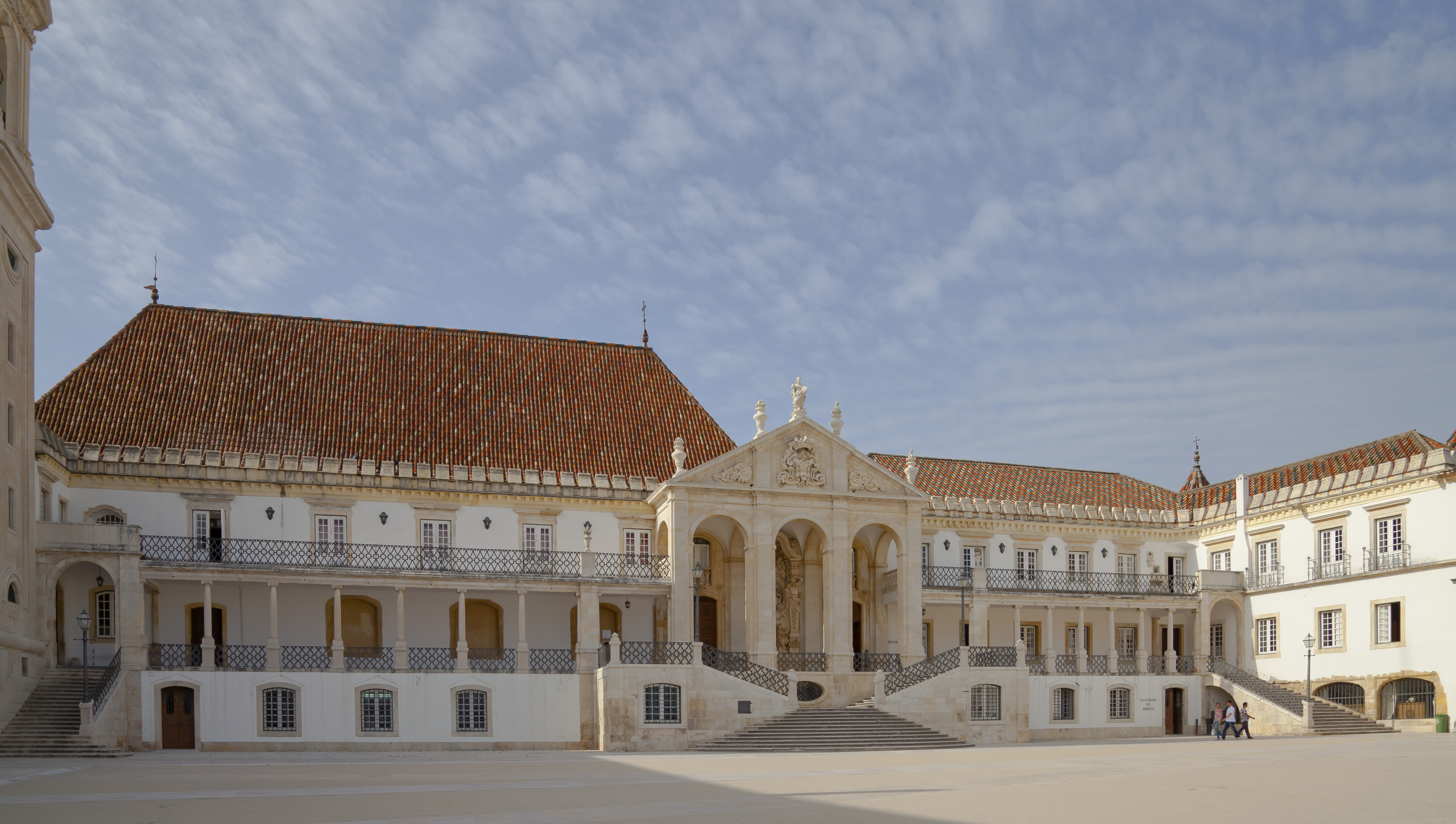
Antica sede della Facoltà di Giurisprudenza.

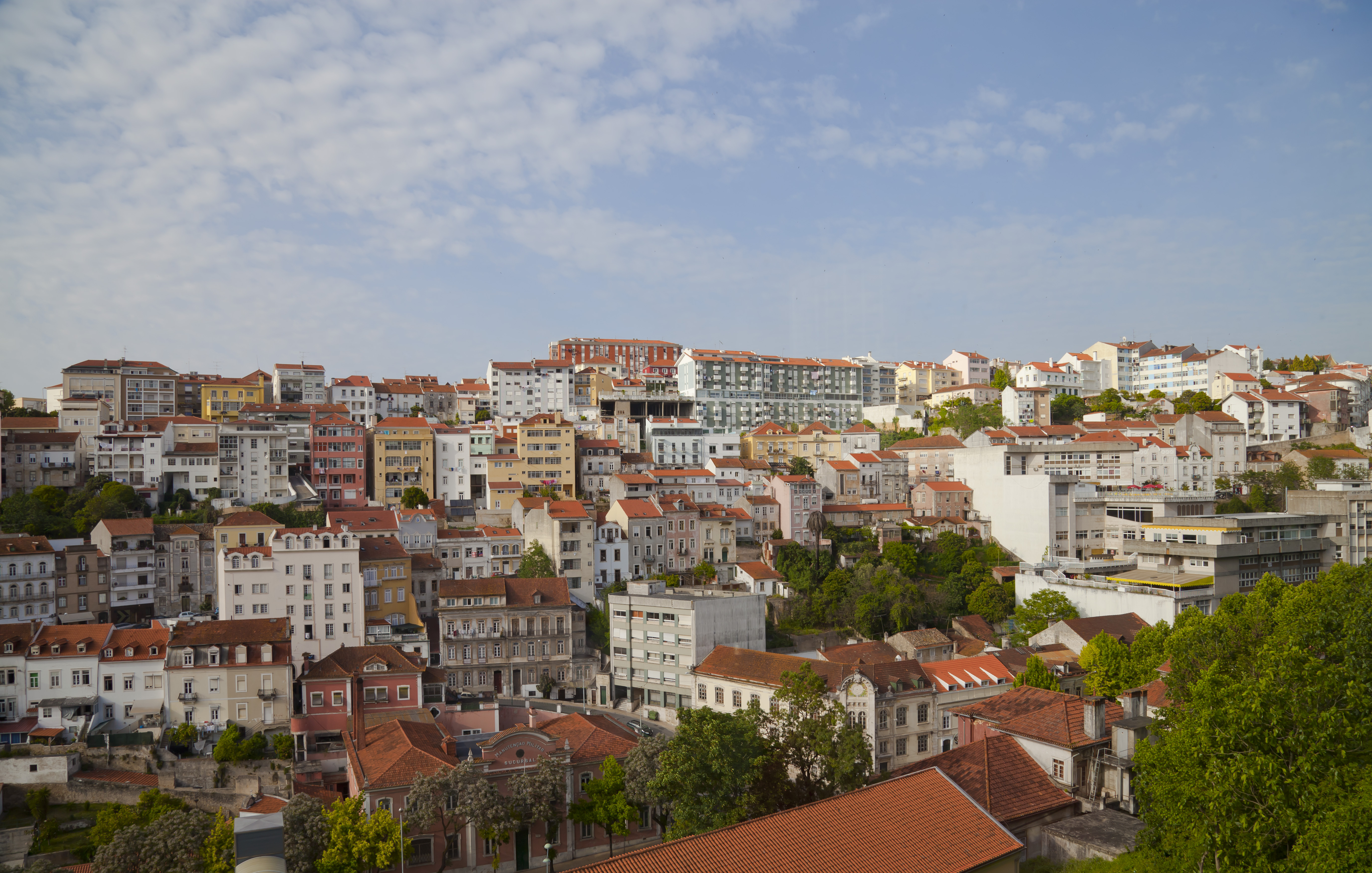
Vista di Coimbra dall'università.

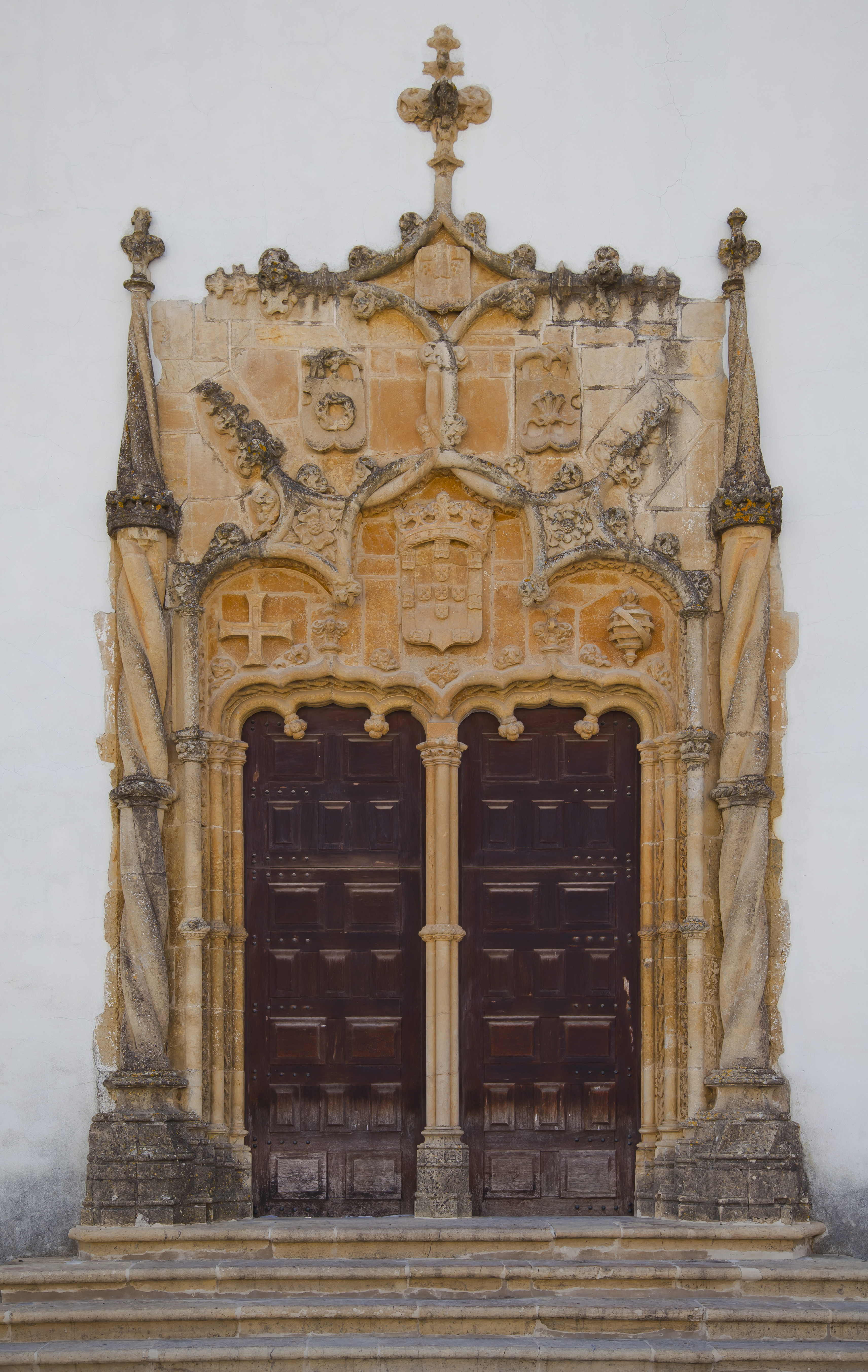
Cappella di San Michele.

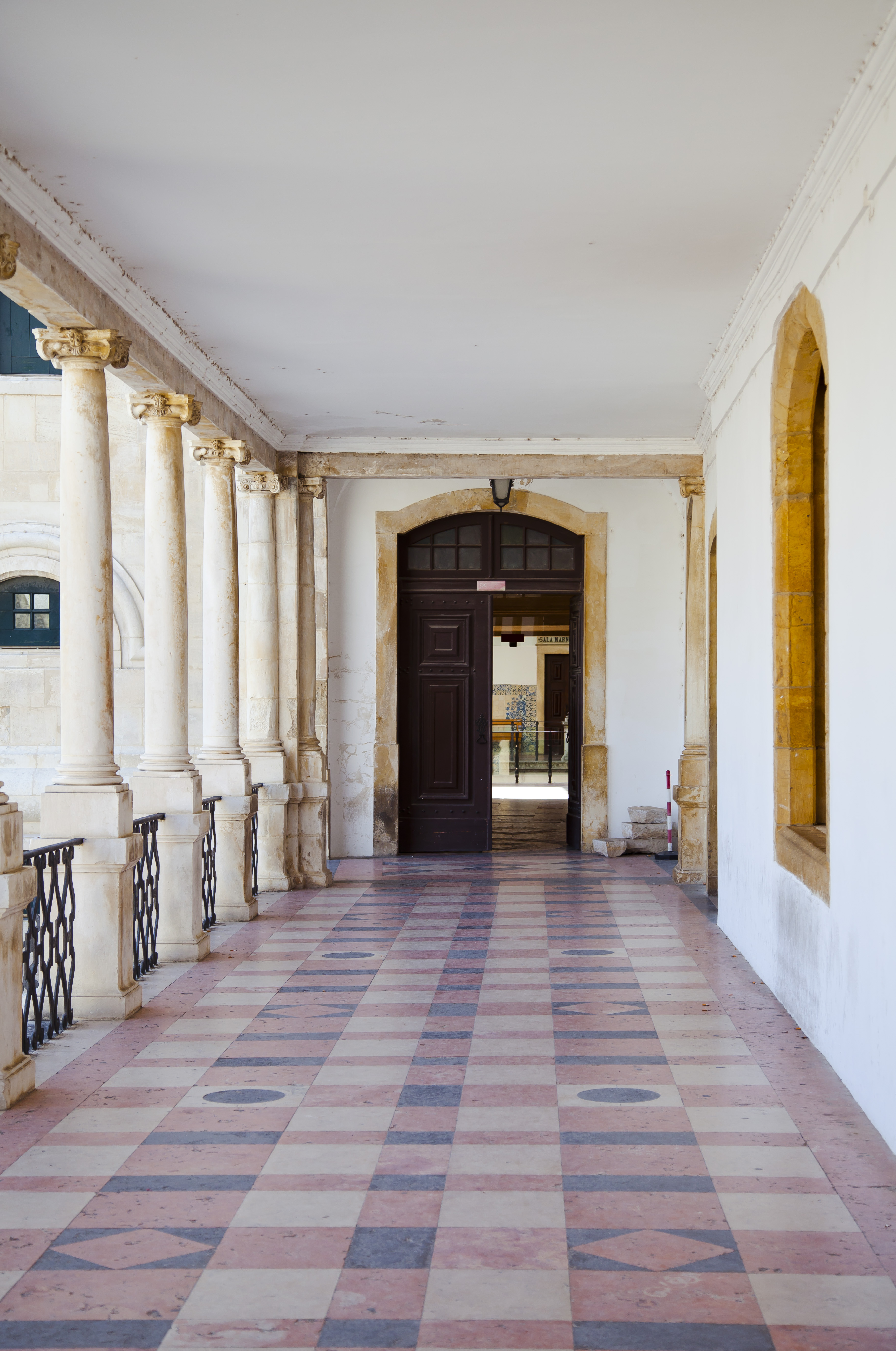
Corridoio nell'università.

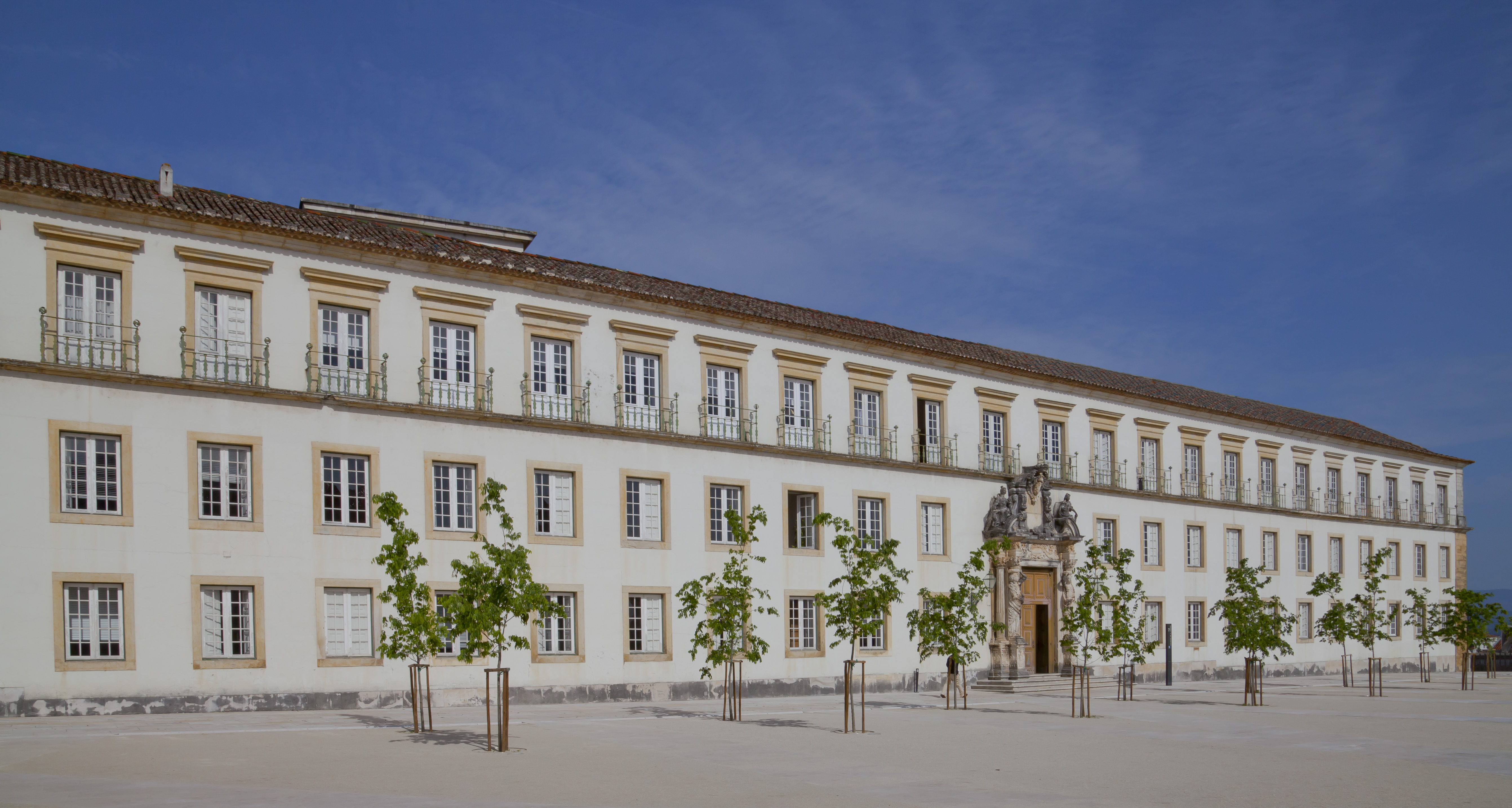
Paços da Universidade.

Attualmente l'università di Coimbra conta otto facoltà (Lettere, Diritto, Medicina, Scienze e Tecnologia, Farmacia, Economia, Psicologia e Scienza dell'educazione, Scienza dello sport ed Educazione Fisica), e circa 22.000 studenti.
L'università si sviluppa su tre grandi poli:
- La "alta universitária", dove si trovano il rettorato e i servizi amministrativi, che dividono l'edificio storico dell'università con la facoltà di diritto. Si trovano nella Alta universitária anche le facoltà di Lettere e di Psicologia e in più il dipartimento di scienze della facoltà di Scienze e tecnologia. Completamente collegato è l'edificio della Biblioteca Geral e Arquivo e la direzione della FCTUC.
- Il Pólo II, o "Pólo de Engenharia" (polo d'ingegneria), dove si trovano i dipartimenti di ingegneria della FCTUC.
  - Dipartimenti:
    -  Dipartimento di Ingegneria Elettrotecnica e di Elettronica, su woc.uc.pt. URL consultato il 7 luglio 2007 (archiviato dall'url originale il 23 luglio 2007).
    -  Dipartimento di Ingegneria Informatica, su dei.uc.pt.
    -  Dipartimento di Ingegneria Civile, su webserv.dec.uc.pt. URL consultato il 26 giugno 2019 (archiviato dall'url originale il 3 marzo 2016).
    -  Dipartimento di Ingegneria Chimica, su woc.uc.pt. URL consultato il 7 luglio 2007 (archiviato dall'url originale il 23 luglio 2007).
    -  Dipartimento di Ingegneria Meccanica, su woc.uc.pt. URL consultato il 7 luglio 2007 (archiviato dall'url originale il 23 luglio 2007).
- Il Pólo III, o "Pólo de Ciências da Saúde" (polo delle scienze della salute), dove sono situati i corsi dell'area medica così come alcuni laboratori sperimentali associati.
- La Facoltà di Economia situata in una palazzina piuttosto lontana dai tre poli precedenti, che si trova nella Avenida Dias da Silva
  -  Facoltà di Economia, su fe.uc.pt.

## Queima das Fitas

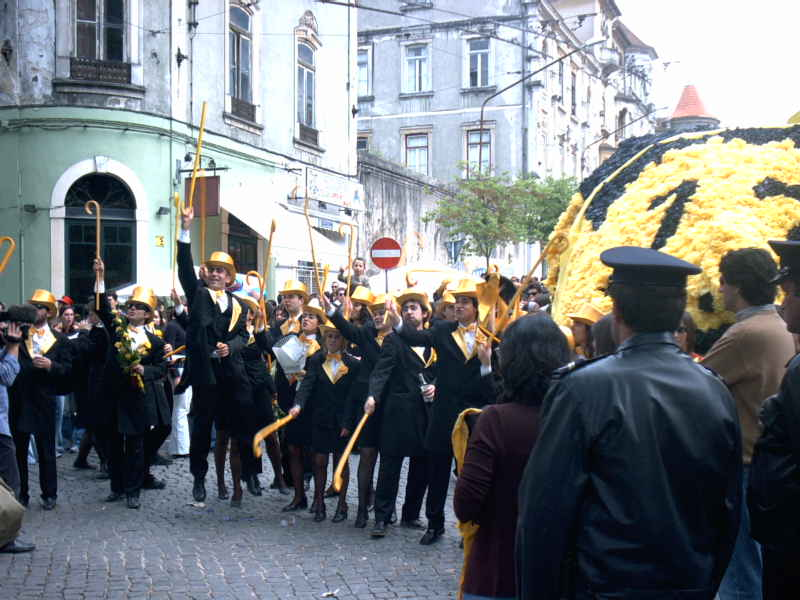
Parata e corteo di carri durante la Queima das Fitas a Coimbra.

Ogni anno vi si tiene la Queima das Fitas (Rogo dei Nastri, in portoghese), una festività accademica tradizionale che ha avuto le sue origini in questo ateneo e si è poi diffusa in diverse città universitarie portoghesi.
La ricorrenza festiva viene celebrata dagli studenti al termine di ciascun anno accademico e si protrae per otto giorni, a partire dalla mezzanotte del primo venerdì di maggio. Il programma della Queima das Fitas comprende una serenata notturna di fado, una processione di carri (cortejo), e varie altre attività culturali e sportive.